# Leskovec v Podborštu
Leskovec v Podborštu este o localitate din comuna Sevnica, Slovenia, cu o populație de 64 de locuitori.